# Fernando Arrabal
Fernando Arrabal Terán (Melilha, 11 de agosto de 1932) é um escritor, dramaturgo e cineasta espanhol. Vive na França desde 1955, segundo sua definição é um desterrado.

## Vida
Aprendeu a ler e escrever em Cidade Rodrigo (Castela e Leão), onde vence o prêmio nacional de «superdotado» aos dez anos. Realizou seus estudos universitários em Madrid.
Ainda criança sofreu o misterioso desaparecimento de seu pai, condenado à morte e depois fugado. A causa deste trauma, como escreveu o prêmio Nobel Vicente Aleixandre, "El conocimiento que aporta Arrabal está teñido de una luz moral que está en la materia misma de su arte" (em português: "O conhecimento que carrega Arrabal está preso a uma luz moral que está na própria matéria de sua arte").
Arrabal foi julgado e preso pelo regime franquista em 1967 devido ao engajamento político de sua obra. Durante seu encarceramento recebeu o apoio de inúmeros escritores da época, de François Mauriac a Arthur Miller, e uma declaração de Samuel Beckett ao tribunal pedindo sua absolvição: Se existe culpa, que ela seja analisada à luz do grande mérito de ontem e da grande promessa de amanhã e, portanto, perdoada. Que Fernando Arrabal seja entregue à sua própria pena.
Após a morte de Francisco Franco, ele foi incluído - ao lado de Santiago Carrillo, la Pasionaria, Líster e El Campesino - no grupo dos cinco espanhóis mais perigosos e impedido de retornar ao país. Anos mais tarde terá reconhecimento na Espanha com uma centena de distinções, dentre elas dois prêmios nacionais de teatro. Algumas peças obtiveram grande sucesso como é o caso de Carta de Amor, com María Jesús Valdés.

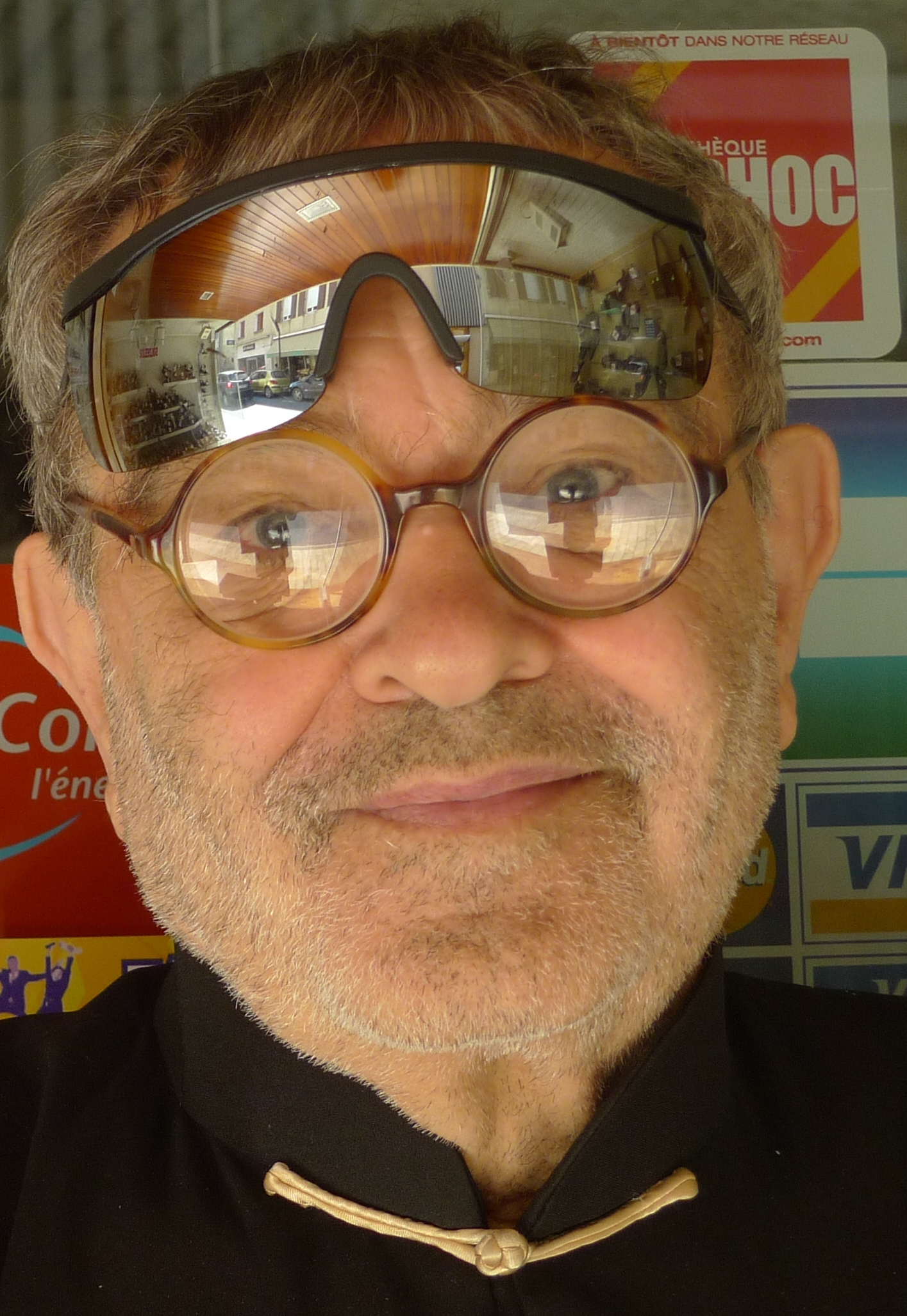
Fernando Arrabal, 2012

Dirigiu sete longas-metragens. Publicou quatorze novelas, sete centenas de livros de poesía,vários textos para teatro, vários ensaios e a sua famosa Carta al General Franco em vida do ditador. Seu teatro completo editado nas principais línguas tem sido publicado, em dois volmes de mais de duas mil páginas, na Colección Clásicos Castellanos de Espasa.
Com Alejandro Jodorowsky e Roland Topor fundou em 1963 o Grupo Pánico. É Trascendent Satrape (Pataphysique) do Collège de 'Pataphysique desde 1990. Nos últimos 50 anos, quarenta personaldades receberam essa distinção, dentre elas: Marcel Duchamp, Eugène Ionesco, Man Ray, Boris Vian, Dario Fo, Umberto Eco e Jean Baudrillard. Amigo de Andy Warhol e de Tristan Tzara, participou do grupo surrealista de André Breton: Mel Gussow o considerou o único sobrevivente dos "três avatares da modernidade".

## Prêmios
Apesar de ser um dos escritores mais controvertidos de seu tempo, tem recebido o aplauso internacional por sua obra (Grande Prêmio de Teatro da Academia Francesa, o Nabokov de novela, o Espasa de ensaio, o World's Theater etc.).
O Colégio de Patafísica lhe tem distinguido com o título de «Trascendente Sátrapa» (equivalente do Nobel para este colégio). Distinção que neste último meio século receberam quarenta personalidades como Marcel Duchamp, Eugene Ionesco, Man Ray, Boris Vian, Dario Fo, Jean Baudrillard e Umberto Eco.
Foi último finalista do Cervantes 2001 com o apoio de Camilo José Cela. Le Mage assegura que foi finalista do Nobel 2005, prêmio que tem solicitado para o autor várias instituições e personalidades. Em 14 de julho de 2005 se lhe outorgou a légion d'honneur.
Fernando Arrabal escreve a crónica de xadrez do «L’Express», todos os domingos os seus "arrabalescos" no El Mundo, a menudo la "tercera" de ABC, de vez em quando uma "opinião" no El País.

## Obras
Narrativa
- Baal Babilonia
- Fiesta y ritos de la confusión
- La torre herida por el rayo
- A virgem vermelha - no original La virgen roja
- La hija de King Kong
- La extravagante cruzada de un castrado enamorado
- La matarife en el invernadero
- Levitación
- El mono
- La piedra iluminada
- El entierro de la sardina
- Un teniente abandonado
- Porté disparu
- Champagne pour tous

Com suas novelas ganhou o prêmio Nadal (equivalente ao Goncourt ou ao Pulitzer) e o Nabokov Internacional.
Obra poética
Sete centenas de livros ilustrados por Pablo Picasso, Salvador Dalí, René Magritte, etc., entre os quais se destaca
- Mis humildes paraísos e
- La piedra de la locura

Obra dramática
Uma centena de obras de teatro publicadas em dez e nove volumes:
- El triciclo (em português: O triciclo) (1953)
- Fando et Lis (1955)
- Guernica (1959)
- La Bicicleta del condenado (1959)
- El Gran Ceremonial (1963)
- 'El arquitecto y el emperador de Asiria (em português: O Arquiteto e o Imperador da Assíria) (1966)
- El Jardín de las delicias (1967)
- El laberinto (1967)
- Une tortue nomée Dostoiëwsky (1967)
- Bestialidad erótica (1968)
- El Cielo y la Mierda (1972)
- El cementerio de automóviles (1959) (em português: O cemitério de automóveis
- Jóvenes bárbaros de hoy
- ...Y pusieron esposas a las flores
- La tour de Babel
- Inquisición
- Carta de amor (como un suplicio chino)
- La noche también es un sol
- Jóvenes bárbaros de hoy
- Delicias de la carne

Uma de suas obras dramáticas mais importantes é El arquitecto y el emperador de Asiria, uma obra pânica, escrita na segunda etapa de sua vida drámática.
Arrabal é provavelmente o dramaturgo mais representado atualmente. Lista de representações em www.arrabal.org. 
Obra cinematográfica
Fernando Arrabal realizou sete longas-metragens como diretor:
- Viva la muerte
- Iré como un caballo loco
- El árbol de Guernica
- La Odisea del Pacífico
- Cementerio de automóviles
- ¡Adiós Babilonia!
- Borges: una vita di poesía

Ensaios
- La dudosa luz del día
- El Greco
- Bobby Fischer: el rey maldito
- Carta al Gral. Franco
- 1984: Carta a Fidel Castro
- Carta a Stalin
- Un esclavo llamado Cervantes
- Goya-Dalí
- Echecs et mythes
- Fêtes et défaites sur l'échiquier
- Les échecs féériques et libertaires
- Le frénétique du spasme (1991)
- Houellebecq!

Libros consagrados enteramente a la obra de Arrabal:
- AA.VV, Cahiers du silence Paris, Kesselring, 1977
- AA.VV. Arrabal en el banquillo, Paris, Ediciones Frente Libertario, 1977
- AA.VV Barcarola, n° 40. «Especial Arrabal» septiembre 1992.
- AA.VV. Abil, n° 4 «Arrabal en abril», Luxemburgo, julio de 1992
- AA.VV. Visiones de Arrabal (coordinada por Vicente Martín), Museo de la ciudad, Valencia *
- AA.VV. Poésie 1, n° 42 : «Fernando Arrabal», Paris, juin 2005.
- AA.VV. El extramundi .Los Papeles de Iria Flavia, «ARRABAL», Primavera MMV
- AAVV La Ratonera. «F.A. 50 años de exilio decisivo», n° 16 enero 2006
- AA.VV l’arbre, n° 8-9 «Hommage à F.A», mars, 2006.
- AA.VV. Almunia,°n° 6-7 : primavera 2003 : "Fernando Arrabal"
- AA.VV. Ánfora Nova, n° 67-68 «Festival Arrabal», 2006.
- AA.VV TROU, n° XVII, 2007. «F.A. j’irai comme un cheval fou».
- Aranzueque-Arrieta, Frédéric, Panique, Arrabal, Jodorowsky, Topor (L'Harmattan, 2008). ISBN 978-2-296-00189-3
- Aranzueque-Arrieta, Frédéric, Arrabal : la perversion et le sacré: L’architecte et l’empereur d’Assyrie (1967), La charge des centaures (1984) (Paris : L’Harmattan, 2006). ISBN 978-2296001893
- Aranzueque-Arrieta, Frédéric, Arrabal, une oeuvre-vie panique (Les éditions Moires, 2019)  ISBN 979-10-91998-40-6
- Arata, Luis Oscar, The festive play of Fernando Arrabal (Lexington: University Press of Kentucky, 1982) ISBN 978-0813114514
- Berenguer, Ángel . «Crono-biografía de Fernando Arrabal», Cátedra (1977). ISBN 978-84-376-0100-7.
- Berenguer, Joan P., Bibliographie d’Arrabal : entretiens avec Arrabal : plaidoyer pour une différence, Presses universitaires de Grenoble, 1979.
- Bishop, Tom, The Architect and the Emperoro of Asiría, 1974, Grove Press New York
- Bishop Helen Gary Garden of Delights, New York, Grove Press, 1974.
- Cantalapiedra Erostarbe y F. Torres Monreal : "El teatro de vanguardia de F.A." Kassel, D. Ed. Reicheberg 1977.
- Celli, Renata, "I’Il romanzo di F.A." Milano, Ligue.
- Chesneau A y Berenguer A. "Plaidoyer pour une différence", P.U. de Grenoble, 1978.
- Chesneau, «Decor et Decorum», Quebec Ed. Naaman.
- Coêlho, Wilson. O observador e a coisa observada. http://www.casadacultura.org/Literatura/Artigos/g01/observador_ea_coisa_observada.html [archive]
- Coêlho, Wilson. Fernando Arrabal: o sonho é somente um detalhe. Agulha Revista de Cultura.
- Coêlho, Wilson. Arrabal: o homem sem raízes. http://papocultura.com.br/arrebal/ [archive]
- Coêlho, Wilson. Fernando Arrabal: caminhos da crueldade, do absurdo e do pânico. Tese de doutorado. Niterói: UFF, 2014.
- Coêlho, Wilson. Fernando Arrabal: dos entornos às circunstâncias. http://www.cult.ufba.br/wordpress/24608.pdf [archive]
- Daetwyler Jean Jacques "Arrabal" Lausanne, Ed; L’âge de l’Homme", 1975.
- Donahue, Thomas John, The theater of Fernando Arrabal: A garden of earthly delights (New York: New York University Press, 1980) ISBN 978-0814717714
- Emili Ennio, Teatro di Arrabal Tristre, Ed. Umana, 1973
- Gille, Bernard, Arrabal, Paris, Ed. Seghers, 1970
- Glbota, Ante "Arrabal Espace", Paris, PAC : 500 pàginas de gran formato y 2500 fotografías.
- Golen Laura P. "The novels of F.A.", N.Y. Rutgers.
- Kreis, Karl-Wilhelm, Zur Ästhetik des Obszönen: Arrabals Theater und die Repressive Sexualpolitik des Franco-Regimes (Hamburg: Krämer, 1989) ISBN 978-3926952202
- Podol, Peter L., Fernando Arrabal (Boston: Twayne Publishers, 1978) ISBN 9780805763409
- Premer-Kayser, Bertie, Das dramatische Werk des Spaniers Fernando Arrabal: Untersuchung der inhaltlichen und formalen Entwicklung, der psychischen und politischen Tendenzen (Frankfurt: Puppen & Masken, 1984) ISBN 978-3-922220-25-1
- Rabassó, Carlos A., Teatrilogía del vanguardismo dramático : aproximaciones hermenéutico-fenomenológicas al teatro español contemporáneo (Barcelona: Editorial Vosgos, 1993) ISBN 978-84-346-0415-5
- Raymond-Mundshau, Françoise, Arrabal, 1972, col. Classiques du XXème siècle.
- Regio Capello, Il Teatro di F.A. Roma, Ed. Umana 1967
- Schiffres, Alain, "Entretiens avec Arrabal", Paris, Pierre Belfond, 1969
- Steen, Maris, "El humor en la obra de F.A." Madrid, Ed. Playor, 1968.
- Tallgren, Viveca, El temor al dios Pan : reflexiones sobre la recepción de algunas obras de Fernando Arrabal (Zaragoza: Libros del Innombrable, 2005) ISBN 978-84-95399-61-8
- Torres Monreal, Francisco, "El cine de Arrabal": Murcia, 1999.
- Torres Moreal, Francisco. "Teatro completo de Fernando Arrabal" (dos volúmenes, 2380 páginas y un cuaderno de fotografias), Espasa Calpe (col. Clásicos Castellanos), 1997 y Everest 2009. T
- Trecca, Simone, La parola, il sogno, la memoria : El laberinto (1956) di Fernando Arrabal (Pisa: ETS, 2005) ISBN 9788846712622
- Zigrino, Damiano Augusto, Il teatro di Fernando Arrabal (Città di Castello: Edimond, 2008) ISBN 88-500-0382-X
- Centenares de académicos y universitarios (y entre ellos el catedràtico Francisco Torres Monreal) han analisado también los últimos y más productivos años de la creatividad arrabaliana.
- "Second Ruy Lopez Chess Festival", ChessBase News, 13 April 2008, http://www.chessbase.com/newsdetail.asp?newsid=4566, retrieved on 14 April 2008 (photos and discussion of Arrabal's interest in chess. N.B. the biographical details in this article were copied from Wikipedia)